# Brevisnot

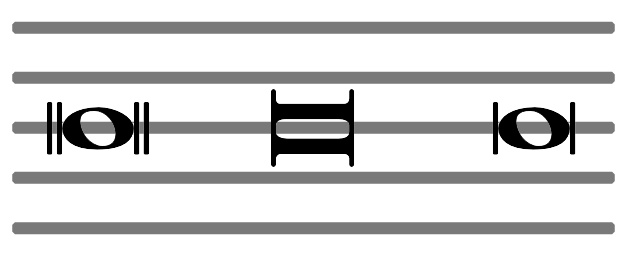
Olika sätt att notera en brevisnot.

Brevisnot är i notskrift en not vars notvärde motsvarar två helnoter. På samma sätt är värdet för en brevispaus detsamma som för två helnotspauser.